# Pilaria melanota
Pilaria melanota är en tvåvingeart som beskrevs av Alexander 1922. Pilaria melanota ingår i släktet Pilaria och familjen småharkrankar. Inga underarter finns listade i Catalogue of Life.